# Mandragora (roślina)
Mandragora (Mandragora L.) – rodzaj roślin z rodziny psiankowatych. Obejmuje 3, a według niektórych źródeł 4–6 gatunków występujących na obszarze śródziemnomorskim (jeden gatunek – mandragora lekarska – lub dwa, w zależności od ujęcia taksonomicznego) oraz w Azji, sięgając na wschodzie po Środkową Azję i Himalaje. Rośliny te mają zgrubiały, spichrzowy korzeń, który zwłaszcza u gatunku mandragora lekarska (M. officinarum) czasem może przypominać kształtem postać ludzką. Podobieństwo to oraz narkotyczne działanie na ludzi (z powodu zawartości hioscyjaminy i skopolaminy) spowodowało, że roślina od dawnych czasów używana była w medycynie i obrosła wielką ilością mitów (→ alrauna). Dodatkowo próbowano identyfikować gatunek Mandragora turcomanica z wedyjską somą, co jednak było poglądem fałszywym, ze względu na bardzo ograniczony zasięg tego gatunku (południowo-zachodni Turkmenistan).

## Morfologia
PokrójByliny osiągające do 20 cm wysokości z głębokim, grubym i rozgałęziającym się korzeniem. Łodyga skrócona, rzadko rozgałęziona. Pędy omszone, włoski pojedyncze.
LiściePojedyncze i skupione w przyziemną rozeta liściowa. Liście niemal siedzące (ogonek krótki, słabo wyróżniający się). Blaszka często falista, całobrzega, zatokowo wcinana lub ząbkowana, czasem silnie zredukowana.
KwiatyPromieniste, 5-krotne, wyrastają w kątach liści prosto wzniesione lub zwieszające się. Działki kielicha zrośnięte u nasady, z głębokim, zatokowatym wcięciem między nimi. Płatki zrośnięte do połowy w szeroką, dzwonkowatą koronę długości do 2,5 cm, barwy zielonkawej lub fioletowej. Pręciki w liczbie 5, osadzone są u nasady rurki korony i mają równą długość. Zalążnia górna, dwukomorowa, z licznymi zalążkami, z pojedynczą szyjką słupka zakończoną kolistym, okazałym znamieniem.
OwoceKuliste lub jajowate jagody leżące na ziemi, o średnicy 2–3 cm, barwy żółtej do pomarańczowej, zawierające liczne, drobne, brązowe nasiona. W czasie owocowania kielich się zachowuje i powiększa.

## Systematyka
Rodzaj z podrodziny Solanoideae z rodziny psiankowatych Solanaceae.
Wykaz gatunków
- Mandragora caulescens C. B. Clarke
- Mandragora officinarum L. – mandragora lekarska
- Mandragora turcomanica Mizg.